# Cuango
Cuango è una municipalità dell'Angola appartenente alla provincia di Lunda Nord. Ha 64.221 abitanti (stima del 2006).
Il capoluogo è Cuango.